# Мантелло
Манте́лло (итал. Mantello) — коммуна в Италии, в провинции Сондрио области Ломбардия.
Население составляет 683 человека (2008 г.), плотность населения составляет 228 чел./км². Занимает площадь 3 км². Почтовый индекс — 23016. Телефонный код — 0342.
Покровителем коммуны почитается святой апостол и евангелист Марк, празднование 24 апреля.

## Демография
Динамика населения:

## Администрация коммуны
- Официальный сайт: http://www.cmmorbegno.it/mantellohome.html/